# Cyanopepla scintillans
Cyanopepla scintillans là một loài bướm đêm thuộc phân họ Arctiinae, họ Erebidae.